# Hammersmith & City Line
| Linienfarbe:    | Rosa                                              |
| Eröffnungsjahr: | 1863                                              |
| Linientyp:      | Unterpflasterbahn                                 |
| Stationen:      | 28                                                |
| Länge:          | 26,5 km                                           |
| Depots:         | Hammersmith                                       |
| Fahrgäste:      | 111.136.000 (jährlich, gemeinsam mit Circle Line) |

Die Hammersmith & City Line (kurz H&C) ist eine U-Bahn-Linie der London Underground. Die Linie ist 26,5 km lang und hat 28 Stationen (13 davon unterirdisch). Auf dem Liniennetzplan ist sie rosa eingezeichnet.
Die H&C war bis 1988 eine Zweigstrecke der Metropolitan Line, auch wenn sie zuletzt mehr und mehr unabhängig davon betrieben wurde. Die Linie wurde gebildet, um das Liniennetz aus Sicht der Fahrgäste besser verständlich zu machen. Der Name der Linie leitet sich ab von der Hammersmith and City Railway zwischen Hammersmith und Westbourne Park, die von 1864 bis 1868 gemeinsam von der Metropolitan Railway und der Great Western Railway betrieben wurde.
Die Linie beginnt im Westen in Hammersmith und trifft bei Baker Street auf die Stammstrecke der Metropolitan Line. Sie folgt dieser bis Liverpool Street. Zwischen Aldgate East und Barking verkehrt sie parallel zur District Line.
Der Abschnitt zwischen Paddington und Farringdon wurde 1863 eröffnet und ist die älteste U-Bahn, die heute noch in Betrieb ist.

## Fahrzeuge
Auf der Hammersmith & City Line wurden bis 2014 Fahrzeuge der Typen C69 und C77 Stock eingesetzt. Seitdem werden Fahrzeuge des Typs S Stock verwendet.

## Karte

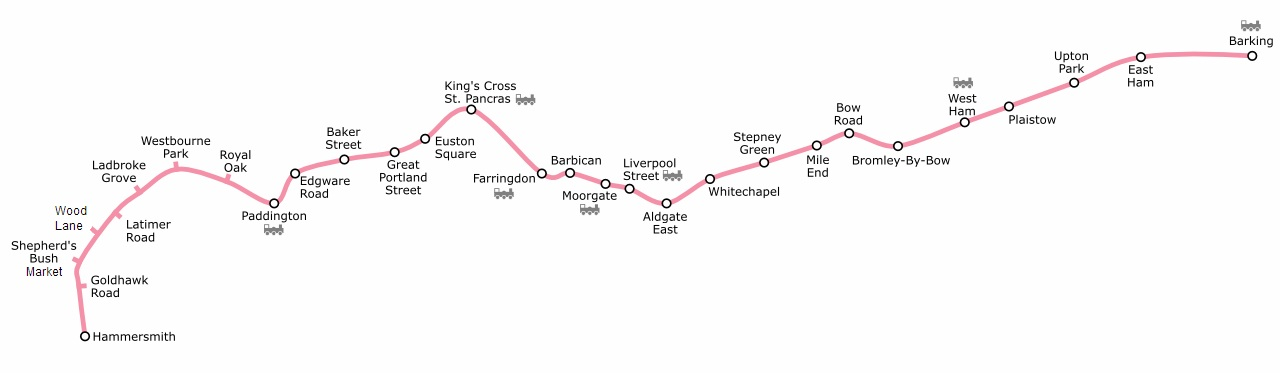
Geographisch korrekte Linienführung der H&C

## Betrieb
Auf der Hammersmith & City Line verkehren seit Dezember 2012 6 Züge/Stunde. Auf dem gemeinsam mit der Circle Line bedienten Abschnitt ergibt sich durchschnittlich ein 5-Minuten-Takt.

## Stationen
| Streckenlänge: | 25,5 km              |                                                                  |                                                                  |
| Spurweite: | 1435 mm (Normalspur) |                                                                  |                                                                  |
| |                      |                                                                  |                                                                  |
| \| \| \| Hammersmith \| \| \| \| \| Betriebshof Hammersmith \| \| \| \| \| West London Line, Ende District Line \| \| \| \| \| Kensington Addison Rd (heute: Kensington Olympia) \| \| \| \| \| Shepherd’s Bush (L&SWR) \| \| \| \| \| Goldhawk Road \| \| \| \| \| Shepherd’s Bush (H&C) \| \| \| \| \| Shepherd’s Bush Central Line \| \| \| \| \| Uxbridge Road \| \| \| \| \| Shepherd’s Bush Market (bis 2008: Shepherd’s Bush) \| \| \| \| \| White City Depot \| \| \| \| \| White City (bis 1947: Wood Lane) \| \| \| \| \| Central Line \| \| \| \| \| Wood Lane \| \| \| \| \| West London Line \| \| \| \| \| \| \| \| \| \| Latimer Road \| \| \| \| \| Ladbroke Grove \| \| \| \| \| Westbourne Park \| \| \| \| \| Royal Oak Circle Line, District Line \| \| \| \| \| Paddington \| \| \| \| \| \| \| \| \| \| Edgware Road Ende District Line \| \| \| \| \| \| \| \| \| \| \| \| \| \| \| Metropolitan Line \| \| \| \| \| Baker Street \| \| \| \| \| \| \| \| \| \| \| \| \| \| \| Great Portland Road \| \| \| \| \| Euston Square ( Euston) \| \| \| \| \| King’s Cross St.Pancras \| \| \| \| \| Farringdon \| \| \| \| \| Barbican \| \| \| \| \| Moorgate \| \| \| \| \| Liverpool Street \| \| \| \| \| Aldgate Circle Line, Metropolitan Line \| \| \| \| \| Aldgate East (alt) \| \| \| \| \| Aldgate East (alt) District Line \| \| \| \| \| Aldgate East \| \| \| \| \| St. Mary’s(Whitechapel Road) East London Line \| \| \| \| \| St. Mary’s Curve zur ehemals zur LUL gehörenden East London Line \| \| \| \| \| Whitechapel (nur) \| \| \| \| \| Stepney Green \| \| \| \| \| Mile End \| \| \| \| \| Bow Road ( Bow Church) \| \| \| \| \| LTS Line \| \| \| \| \| Bromley-by-Bow \| \| \| \| \| West Ham \| \| \| \| \| Plaistow \| \| \| \| \| Upton Park GOBLIN \| \| \| \| \| East Ham \| \| \| \| \| Barking \| \| \| \| \| LTS Line, District Line \| \| |                      |                                                                  |                                                                  |
| U-Bahn-Kopfbahnhof Streckenanfang |                      | Hammersmith                                                      | Hammersmith                                                      |
| U-Bahn-Betriebs-/Güterbahnhof Streckenanfang und quer · U-Bahn-Abzweig geradeaus und nach rechts |                      | Betriebshof Hammersmith                                          | Betriebshof Hammersmith                                          |
| Strecke von rechts · U-Bahn-Strecke von rechts · U-Bahn-Strecke |                      | West London Line, Ende District Line                             | West London Line, Ende District Line                             |
| Bahnhof · U-Bahn-Haltepunkt / Haltestelle Streckenende · U-Bahn-Strecke |                      | Kensington Addison Rd (heute: Kensington Olympia)                | Kensington Addison Rd (heute: Kensington Olympia)                |
| Abzweig geradeaus und ehemals nach links · Haltepunkt / Haltestelle quer (Strecke außer Betrieb) · U-Bahn-Abzweig mit Eisenbahn geradeaus und ehemals nach rechts |                      | Shepherd’s Bush (L&SWR)                                          | Shepherd’s Bush (L&SWR)                                          |
| Strecke · U-Bahn-Haltepunkt / Haltestelle |                      | Goldhawk Road                                                    | Goldhawk Road                                                    |
| Strecke · ehemaliger U-Bahn-Haltepunkt / Haltestelle |                      | Shepherd’s Bush (H&C)                                            | Shepherd’s Bush (H&C)                                            |
| Turmhaltepunkt mit U-Bahn-Strecke quer mit Tunnelstrecke · U-Bahn-Strecke von rechts (im Tunnel) · U-Bahn-Strecke |                      | Shepherd’s Bush Central Line                                     | Shepherd’s Bush Central Line                                     |
| ehemaliger Haltepunkt / Haltestelle · U-Bahn-Strecke (im Tunnel) · U-Bahn-Strecke |                      | Uxbridge Road                                                    | Uxbridge Road                                                    |
| Strecke · U-Bahn-Strecke (im Tunnel) · U-Bahn-Haltepunkt / Haltestelle |                      | Shepherd’s Bush Market (bis 2008: Shepherd’s Bush)               | Shepherd’s Bush Market (bis 2008: Shepherd’s Bush)               |
| Strecke · U-Bahn-Dienststation / Betriebs- oder Güterbahnhof (im Tunnel) · U-Bahn-Strecke |                      | White City Depot                                                 | White City Depot                                                 |
| Strecke · ehemaliger U-Bahn-Haltepunkt / Haltestelle (im Tunnel) · ehemaliger U-Bahn-Haltepunkt / Haltestelle |                      | White City (bis 1947: Wood Lane)                                 | White City (bis 1947: Wood Lane)                                 |
| Strecke · U-Bahn-Strecke nach links (im Tunnel) · U-Bahn-Kreuzung mit Tunnelstrecke |                      | Central Line                                                     | Central Line                                                     |
| Strecke · U-Bahn-Haltepunkt / Haltestelle |                      | Wood Lane                                                        | Wood Lane                                                        |
| U-Bahn-Abzweig mit Eisenbahn ehemals geradeaus und nach links · Strecke quer · U-Bahn-Kreuzung mit Eisenbahn geradeaus oben |                      | West London Line                                                 | West London Line                                                 |
| U-Bahn-Strecke nach links (außer Betrieb) · U-Bahn-Abzweig von links und ehemals von rechts · U-Bahn-Strecke nach rechts |                      |                                                                  |                                                                  |
| U-Bahn-Haltepunkt / Haltestelle |                      | Latimer Road                                                     | Latimer Road                                                     |
| U-Bahn-Haltepunkt / Haltestelle |                      | Ladbroke Grove                                                   | Ladbroke Grove                                                   |
| U-Bahn-Haltepunkt / Haltestelle |                      | Westbourne Park                                                  | Westbourne Park                                                  |
| U-Bahn-Strecke von rechts (im Tunnel) · U-Bahn-Haltepunkt / Haltestelle |                      | Royal Oak Circle Line, District Line                             | Royal Oak Circle Line, District Line                             |
| |                      | Paddington                                                       |                                                                  |
| U-Bahn-Strecke (im Tunnel) · U-Bahn-Tunnel |                      |                                                                  |                                                                  |
| |                      | Edgware Road Ende District Line                                  |                                                                  |
| U-Bahn-Strecke (im Tunnel) · U-Bahn-Tunnelanfang |                      |                                                                  |                                                                  |
| U-Bahn-Abzweig geradeaus und nach links (im Tunnel) · U-Bahn-Abzweig geradeaus und von rechts (im Tunnel) |                      |                                                                  |                                                                  |
| U-Bahn-Strecke (im Tunnel) · U-Bahn-Strecke von links |                      | Metropolitan Line                                                | Metropolitan Line                                                |
| |                      | Baker Street                                                     |                                                                  |
| U-Bahn-Strecke (im Tunnel) · U-Bahn-Tunnelanfang |                      |                                                                  |                                                                  |
| U-Bahn-Abzweig geradeaus und von links (im Tunnel) · U-Bahn-Strecke nach rechts (im Tunnel) |                      |                                                                  |                                                                  |
| U-Bahn-Haltepunkt / Haltestelle (im Tunnel) |                      | Great Portland Road                                              | Great Portland Road                                              |
| U-Bahn-Haltepunkt / Haltestelle (im Tunnel) |                      | Euston Square ( Euston)                                          | Euston Square ( Euston)                                          |
| U-Bahn-Bahnhof (im Tunnel) |                      | King’s Cross St.Pancras                                          | King’s Cross St.Pancras                                          |
| U-Bahn-Bahnhof (im Tunnel) |                      | Farringdon                                                       | Farringdon                                                       |
| U-Bahn-Haltepunkt / Haltestelle (im Tunnel) |                      | Barbican                                                         | Barbican                                                         |
| U-Bahn-Bahnhof (im Tunnel) |                      | Moorgate                                                         | Moorgate                                                         |
| U-Bahn-Bahnhof (im Tunnel) |                      | Liverpool Street                                                 | Liverpool Street                                                 |
| U-Bahn-Bahnhof quer (im Tunnel) · U-Bahn-Abzweig geradeaus und nach rechts (im Tunnel) |                      | Aldgate Circle Line, Metropolitan Line                           | Aldgate Circle Line, Metropolitan Line                           |
| ehemaliger U-Bahn-Haltepunkt / Haltestelle (im Tunnel) |                      | Aldgate East (alt)                                               | Aldgate East (alt)                                               |
| ehemaliger U-Bahn-Haltepunkt / Haltestelle quer (im Tunnel) · U-Bahn-Abzweig geradeaus und von rechts (im Tunnel) |                      | Aldgate East (alt) District Line                                 | Aldgate East (alt) District Line                                 |
| U-Bahn-Bahnhof (im Tunnel) |                      | Aldgate East                                                     | Aldgate East                                                     |
| Strecke von rechts (im Tunnel) · ehemaliger U-Bahn-Haltepunkt / Haltestelle (im Tunnel) |                      | St. Mary’s(Whitechapel Road) East London Line                    | St. Mary’s(Whitechapel Road) East London Line                    |
| Abzweig geradeaus und nach links (im Tunnel) · U-Bahn-Abzweig geradeaus und nach rechts (im Tunnel) |                      | St. Mary’s Curve zur ehemals zur LUL gehörenden East London Line | St. Mary’s Curve zur ehemals zur LUL gehörenden East London Line |
| |                      | Whitechapel (nur)                                                |                                                                  |
| Strecke nach rechts (im Tunnel) · U-Bahn-Haltepunkt / Haltestelle (im Tunnel) |                      | Stepney Green                                                    | Stepney Green                                                    |
| |                      | Mile End                                                         |                                                                  |
| U-Bahn-Haltepunkt / Haltestelle (im Tunnel) |                      | Bow Road ( Bow Church)                                           | Bow Road ( Bow Church)                                           |
| Strecke von rechts · U-Bahn-Tunnelende |                      | LTS Line                                                         | LTS Line                                                         |
| Strecke · U-Bahn-Haltepunkt / Haltestelle |                      | Bromley-by-Bow                                                   | Bromley-by-Bow                                                   |
| |                      | West Ham                                                         |                                                                  |
| Strecke · U-Bahn-Bahnhof |                      | Plaistow                                                         | Plaistow                                                         |
| Strecke · U-Bahn-Haltepunkt / Haltestelle |                      | Upton Park GOBLIN                                                | Upton Park GOBLIN                                                |
| Strecke · U-Bahn-Haltepunkt / Haltestelle · Strecke von links |                      | East Ham                                                         | East Ham                                                         |
| |                      | Barking                                                          |                                                                  |
| Strecke · U-Bahn-Strecke |                      | LTS Line, District Line                                          | LTS Line, District Line                                          |

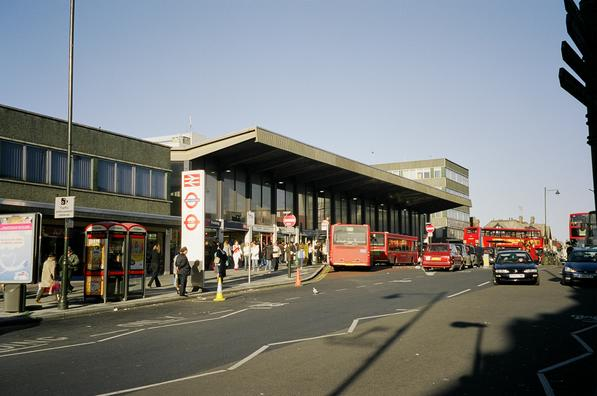
Station Barking

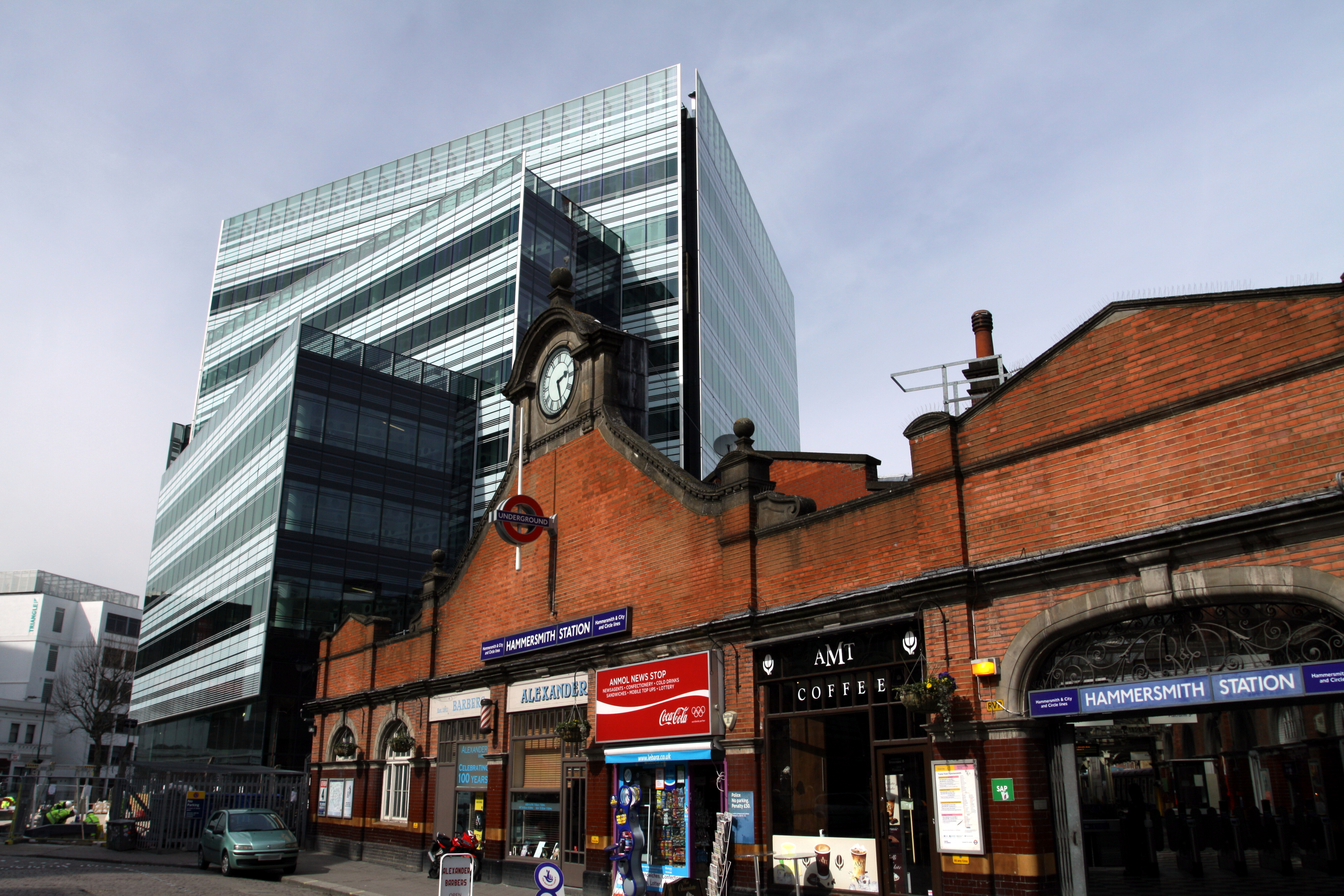
Station Hammersmith (Hammersmith & City Line) in London, Frühjahr 2013 (1)

- Hammersmith – eröffnet am 13. Juni 1864, geschlossen am 30. November 1868 und einen Tag später am heutigen Standort wiedereröffnet
- Goldhawk Road – eröffnet am 1. April 1914
- Shepherd’s Bush Market – eröffnet am 13. Juni 1864 als Shepherd’s Bush; geschlossen am 31. März 1914 und einen Tag später am heutigen Standort wiedereröffnet, am 5. Oktober 2008 in Shepherd’s Bush Market umbenannt
- Wood Lane (alt) – eröffnet als Wood Lane (Exhibition) am 1. Mai 1908; geschlossen am 31. Oktober 1914, wiedereröffnet als Wood Lane (White City) am 5. Mai 1920; umbenannt in White City am 23. November 1947, geschlossen am 24. Oktober 1959
- Wood Lane (neu) – eröffnet am 12. Oktober 2008
- Latimer Road – eröffnet am 16. Dezember 1868

Von Latimer Road zweigte eine Strecke nach Kensington (Olympia) ab, wo sie Anschluss an die District Line hatte; sie wurde am 1. Juli 1864 eröffnet. Am 1. November 1869 erfolgte die Eröffnung der Zwischenstation Uxbridge Road. Die Zweigstrecke wurde am 19. Oktober 1940 geschlossen.
- Ladbroke Grove – eröffnet am 13. Juni 1864 als Notting Hill; umbenannt in Notting Hill (Ladbroke Grove) im Jahr 1880, umbenannt in Ladbroke Grove (North Kensington) im Jahr 1919, umbenannt in Ladbroke Grove im Jahr 1938
- Westbourne Park – eröffnet am 1. Februar 1866; geschlossen am 31. Oktober 1871 und einen Tag später am heutigen Standort wiedereröffnet
- Royal Oak – eröffnet am 30. Oktober 1871
- Paddington – eröffnet als Paddington (Bishop's Road) am 10. Januar 1863; umbenannt in Paddington am 10. September 1933
- Edgware Road
- Baker Street – eröffnet am 10. Januar 1863
- Great Portland Street – eröffnet als Portland Road am 10. Januar 1863; umbenannt in Great Portland Street am 1. März 1917
- Euston Square – eröffnet als Gower Street am 10. Januar 1863; umbenannt in Euston Square am 1. November 1909
- King’s Cross St. Pancras – eröffnet am 10. Januar 1863 als King's Cross; umbenannt in King's Cross St. Pancras im Jahr 1933, geschlossen am 9. März 1941, am heutigen Standort wiedereröffnet am 14. März 1941
- Farringdon – eröffnet am 10. Januar 1863 als Farringdon Street; geschlossen am 22. Dezember 1865 und einen Tag später am heutigen Standort wiedereröffnet; umbenannt in Farringdon & High Holborn am 26. Januar 1922; umbenannt in Farringdon am 21. April 1936
- Barbican – eröffnet am 23. Dezember 1865 als Aldersgate Street; am 1. November 1910 in Aldersgate umbenannt; im Jahr 1923 in Aldersgate & Barbican umbenannt; am 1. Dezember 1968 in Barbican umbenannt
- Moorgate – eröffnet am 23. Dezember 1865 als Moorgate Street; umbenannt in Moorgate am 24. Oktober 1924
- Liverpool Street – eröffnet am 1. Februar 1875 als Bishopsgate; umbenannt in Liverpool Street am 1. November 1909
- Aldgate East – eröffnet am 6. Oktober 1884; geschlossen am 30. Oktober 1938 und einen Tag später am heutigen Standort wiedereröffnet
- St Mary’s (Whitechapel Road) – eröffnet am 1. Oktober 1884; geschlossen am 30. April 1938
- Whitechapel – eröffnet am 6. Oktober 1884; geschlossen vom 1. Februar 1902 bis 1. Juni 1902
- Stepney Green – eröffnet am 23. Juni 1902
- Mile End – eröffnet am 2. Juni 1902
- Bow Road – eröffnet am 11. Juni 1902
- Bromley-by-Bow – erstmals bedient am 2. Juni 1902 als Bromley; umbenannt in Bromley-by-Bow am 18. Mai 1967
- West Ham – erstmals bedient am 2. Juni 1902
- Plaistow – erstmals bedient am 2. Juni 1902
- Upton Park – erstmals bedient am 2. Juni 1902
- East Ham – erstmals bedient am 2. Juni 1902
- Barking – erstmals bedient am 2. Juni 1902; nicht bedient vom 30. September 1905 bis 31. März 1908